# Max von Thielmann
Pour les articles homonymes, voir Thielmann.
Max Franz Guido von Thielmann (né le 4 avril 1846 à Berlin - mort le 2 mai 1929 à  Berlin) est un diplomate et un homme politique allemand ayant occupé le poste de secrétaire d'État au Trésor.

## Carrière diplomatique
Il est un descendant du général des guerres napoléoniennes, Johann von Thielmann, ses parents étant le fils de ce dernier, Franz von Thielmann (1799-1868), et sa deuxième épouse, Mathilde, née Friebe (1812-1874). Thielmann est élève de l'Académie de chevalerie de Brandebourg-sur-la-Havel de 1858 à 1862 et obtient son diplôme de fin d'études secondaires. Les camarades de classe les plus connus de son époque sont , entre autres, Bernhard von Bredow (de) et Karl von Rabe (de). Son demi-frère Adolf von Thielmann (1839-1908) devient juriste et propriétaire terrien en Silésie.
Thielmann étudie à l'Université Frédéric-Guillaume de Berlin et à l'Université de Heidelberg où il est membre du Corps Saxo-Borussia en 1864. En juin 1866, il obtient son doctorat en droit et en été 1866, il est volontaire d'un an dans le 6e régiment de hussards (de). Ensuite, Thielmann travaille comme clerc et stagiaire à Berlin. Il entre dans la diplomatie et occupe différents postes dans les ambassades allemandes de Saint-Pétersbourg, Copenhague, Berne, Washington, Bruxelles, Paris et Constantinople.
En 1886, il est nommé consul général à Sofia. De 1888 à 1894, il est envoyé de Prusse à Darmstadt, Hambourg et Munich. Sa nomination au poste d'ambassadeur d'Allemagne à Washington. marque l'apogée de sa carrière diplomatique.

## Secrétaire d'État au Trésor
Le 1er juillet 1897, il est nommé comme successeur d'Arthur von Posadowsky-Wehner au poste de secrétaire d'État au Trésor dans le cabinet du chancelier Chlodwig zu Hohenlohe-Schillingsfürst. Il reste à ce poste dans le Cabinet Bülow formé le 17 octobre 1900. Il quitte son poste le 23 août 1903 et est remplacé par Hermann von Stengel (de).
Le baron von Thielmann est nommé chevalier de l'Ordre de Saint-Jean. À partir de 1909, il membre de la chambre des seigneurs de Prusse.

## Écrits
- (de)Streifzüge im Kaukasus, in Persien und in der asiatischen Türkei. Duncker & Humblot, Leipzig 1875 (Reprint: Nomad Press, Nürnberg 1979)
- (de) Journey in the Caucasus, Persia, and Turkey in Asia, by Lieut. Baron Max von Thielmann. London 1875 (Traduction Charles Heneage)
- (de) Vier Wege durch Amerika. Leipzig 1879
- (de) Le Caucase, la Perse, et la Turquie d'Asie. D'après la relation de M. le baron de Thielmann. Paris 1880 (Traduction Baron Ernouf)